# Central Region, Malawi
Central Region är en av tre regioner i Malawi. Administrativ huvudort är landets huvudstad Lilongwe.
Nio av landets 27 distrikt ligger i Central Region: Dedza, Dowa, Kasungu, Lilongwe, Mchinji, Nkhotakota, Ntcheu, Ntchisi och Salima.